# Свідзінський Вадим Вадимович
Вади́м Вади́мович Свідзі́нський — капітан Державної прикордонної служби України.

## З життєпису
У січні 2015-го — командир зміни оперативно-бойової прикордонної прокуратури «Могилів-Подільський» оперативно-військового відділу «Краматорськ». Під час несення служби на блокпосту з боку Чорнухиного прорвався Т-72 терористів, армійці і прикордонники змогли знерухомити танк та полонити екіпаж, зазнав поранення старший солдат Олег Венгер. Другого дня під вогнем терористів, що наступали, змогли евакуювати пораненого побратима.

## Нагороди
За особисту мужність і героїзм, виявлені у захисті державного суверенітету та територіальної цілісності України, вірність військовій присязі під час російсько-української війни
- нагороджений орденом «За мужність» III ступеня (9.4.2015).